# HMS Ravager (D70)
HMS Ravager (D70) là một tàu sân bay hộ tống thuộc lớp Bogue của Hải quân Hoa Kỳ, được chuyển cho Hải quân Hoàng gia Anh Quốc, và đã phục vụ trong Chiến tranh Thế giới thứ hai như một chiếc thuộc lớp Ruler.
Ravager được đặt lườn vào ngày 11 tháng 4 năm 1942, theo hợp đồng của Ủy ban Hàng hải Hoa Kỳ, tại xưởng đóng tàu của hãng Seattle-Tacoma Shipbuilding Corporation tại Tacoma; nó được Hải quân Hoa Kỳ trưng dụng và hoàn tất như một tàu sân bay hộ tống tại hãng Commercial Iron Works ở Portland, Oregon. Nó được chuyển cho Anh Quốc theo chương trình Cho thuê-cho mượn khi hoàn tất vào năm 1943, và được đưa vào hoạt động cùng Hải quân Hoàng gia Anh dưới tên gọi HMS Ravager vào ngày 25 tháng 4 năm 1943.
Thoạt tiên Ravager phục vụ trong vai trò hộ tống các đoàn tàu vận tải vượt Đại Tây Dương. Sau đó nó được sử dụng chủ yếu như tàu sân bay huấn luyện hạ cánh. Ravager được hoàn trả cho Hoa Kỳ vào tháng 2 năm 1946, và được bán vào tháng 7 năm 1947 để hoạt động hàng hải dân sự. Nó được đổi tên thành Robin Trent và sau đó là Trent trước khi bị tháo dỡ vào năm 1973.